# Super Sonico
Super Sonico (すーぱーそに子) est un personnage fictif féminin, chanteuse du groupe virtuel Daiichi Uchuu Sokudo (第一宇宙速度) et mascotte de Nitroplus, une société de développement de visual novel. Elle apparut pour la première fois le 14 octobre 2006 et est célèbre parmi un public de niche pour les figurines et produits dérivés à son effigie.

## Caractéristiques et biographie
Sonico est âgée de 18 ans. Elle a des cheveux mi-longs lisses d'une couleur bisque, des yeux nacarat et son regard reflète la pureté et l'innocence. Dotée d'une poitrine généreuse, ses mensurations indiquent F90 - W57 - H87 , elle mesure 1,69 m et pèse 58 kg. Elle porte en règle générale un casque audio avec des antennes de fréquence réduites placées sur chaque écouteur. 
Sa première apparition remonte lors d'un festival musical spécial annuel appelé « NITRO SUPER SONIC 2006 », qui s'était déroulé au parc de Shiba à Minato-ku le 14 octobre 2006, réunissant sur scène les chanteurs des génériques d'animes ou de jeux vidéo en rapport avec la société Nitroplus. On peut notamment lister le nom des artistes suivant ayant participé : Hikaru Mirodikawa, Takumi Yamazaki, Hatano Kazutochi, Akira Sasasuma, Joymax et Kanako Ito durant la première partie. Quant à la seconde partie : Ikuzawa Yuichi, Ono Masatushi, CURRICULU MACHINE, Hassy, ASTURIAS, Kazuhiro Watanabe et ZIZZ.
En 2010, ce personnage commença à jouer dans un groupe intitulé Daiichi Uchuu Sokudo en tant que chanteuse et guitariste à la fois, en compagnie de Suzu Fujimi (富士見 鈴) la bassiste et de Furu Watanuki (綿抜 フウリ) la batteuse, pour des émissions en direct à Akihabara. Par la suite, le label indépendant GEORIDE sort dans la même année le premier single éponyme du groupe et l'année suivante, trois singles et un album.

## Discographie
Daiichi Uchuu Sokudo
Singles
- 24 novembre 2010 : SUPERORBITAL
- 19 janvier 2011 : jōnetsu rocket (情熱ロケット?)
- 24 juin 2011 : Susume, BLUE STAR! (進め、BLUE STAR！?)
- 29 juillet 2011 : VISION

Album
- 11 novembre 2011 : GALAXY ONE
- 27 juin 2012 : Love & II+

Solo
Single
- 30 avril 2011 : Power (ぱわー?)

## Jeux vidéo
SoniComi (ソニコミ) ou SoniComi Communication with Soni, est un jeu vidéo PC basé sur Super Sonico produit et édité par la maison mère Nitroplus et sorti le 25 novembre 2011 exclusivement au Japon. Il s'agit d'une simulation de drague mêlé d'un rail shooter dans lequel le joueur doit prendre des photos de l'idol pendant les séances de photographie durant un temps chronométré et en visant le mieux possible. Une adaptation sur PlayStation 3 intitulée Motto! SoniComi (モット！ ソニコミ) est sorti le 20 mars 2014 au Japon.
Un second jeu vidéo intitulé SoniPro (ソニプロ) est sorti sur Nintendo 3DS le 31 juillet 2014.
Un troisième jeu vidéo est prévu. Il est intitulé Nitroplus Blasterz : Heroine Infinite Duel (jeu de combat en 2D). Il sera possible d'y incarner Super Sonico en tant que combattante. Nitroplus Blasterz : Heroine Infinite Duel est sorti sur bornes d'arcade le 30 avril 2015, et est prévu pour une sortie en Amérique du Nord à l'hiver 2015 sur PlayStation 3 et PlayStation 4.

## Anime
Une série télévisée d'animation reposant sur Super Sonico a été annoncée en septembre 2013 lors de l'évènement Nitro Super Sonic 2013. Intitulée SoniAni: Super Sonico The Animation (そにアニ), elle est produite par le studio White Fox avec une réalisation de Kenichi Kawamura et un scénario de Yōsuke Kuroda. Elle a été diffusée sur AT-X du 6 janvier au 24 mars 2014. Hors du Japon, la série est diffusée en streaming par Crunchyroll.